# 미자르
큰곰자리 제타(ζ Ursae Majoris) 또는 미자르(Mizar)는 큰곰자리 내 북두칠성의 일원인 2등급 밝기의 항성이다. 미자르는 좀 더 어두운 항성 알코르와 함께 안시 이중성을 구성하는 것으로 유명하며 미자르 자체는 다시 사중성계이다. 히파르코스 위성의 측성 자료에 따르면 계 전체는 태양으로부터 약 83 광년 떨어진 곳에 있으며 큰곰자리 운동성군의 일원이다.

## 명칭
큰곰자리 제타 ζ Ursae Majoris는 미자르의 바이어 명명법식 표기이다. 플램스티드 명명법으로는 큰곰자리 79로 읽는다.
전통적인 명칭 미자르 Mizar는 아랍어 المئزر ('미자르', 앞치마/가운/덮개)에서 유래했다. 2016년 국제천문연맹(IAU)은 항성들의 고유명칭을 표준화 및 목록화할 목적으로 항성명칭 워킹그룹(WGSN)을 결성했다. 동년 7월에 이루어진 첫 번째 WGSN의 고시에서 큰곰자리 제타 Aa가 미자르 Mizar 로 공식 명명되었다. IAU의 규칙에 따르면 2개 이상의 구성원으로 이루어진 항성계의 경우 계 전체가 아니라 구성원 단위로 고유명칭을 붙이도록 되어 있기 때문에 제타 계 전체가 아닌 Aa에만 고유 명칭이 부여된 것이다. 그러나 계를 구성하는 항성 넷은 맨눈에 별 하나처럼 보이기에 미자르는 제타 계 전체를 가리키는 관습적, 대중적 명칭으로 사용되고 있다.

## 항성계

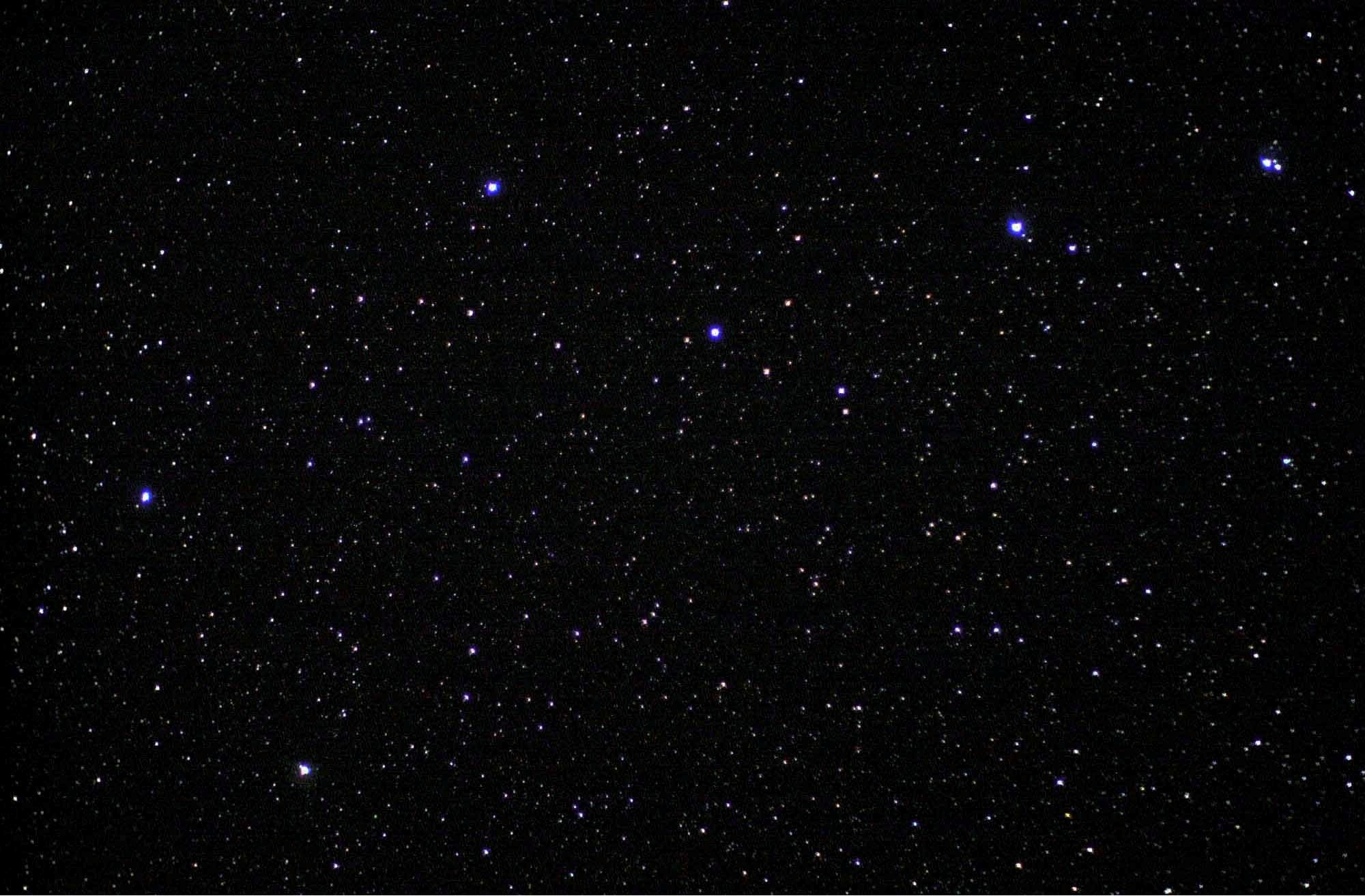
사진의 북두칠성에서 미자르와 알코르(오른쪽 위)는 쌍성을 형성하고 있다. 둘 중 밝은 쪽인 미자르는 다시 네 개의 별로 이루어진 사중성계이다.

미자르는 구성원끼리 14.4 초각 떨어져 있는 안시 이중성으로 구성원 각각은 다시 분광쌍성이다. 미자르 전체의 겉보기등급은 2.04이다. 눈에 보이는 두 별은 각각 큰곰자리 제타1과 제타2 또는 미자르 A와 B로 표기한다. 분광쌍성임을 고려하여 세분한 구성원의 명칭은 일반적으로 미자르 Aa, Ab, Ba, Bb로 표기한다. 이들 모두는 히파르코스 명칭으로는 HIP 65378 하나를 공유하나 밝은 별 목록과 헨리 드레이퍼 목록에서는 별개의 명칭을 갖는다. 미자르는 알코르 및 큰곰자리 내 다른 밝은 별들 다수와 함께 큰곰자리 운동성군의 구성원이다.
미자르는 어렵지 않게 분리하여 관측할 수 있는 목표물이기 때문에 망원경으로 쌍성임을 알아낸 최초의 천체이며, 1617년 갈릴레오 갈릴레이에게 이 천체를 관측해 줄 것을 요청한 베네데토 카스텔리가 미자르가 쌍성임을 최초로 알아낸 사람일 가능성이 유력하다. 요청을 받은 갈릴레오는 이 이중성의 속성을 정밀하게 관측하여 기록했다. 이후 1650년 경 리치올리는 미자르가 이중성처럼 보인다고 기록했다. 동반성(미자르 B)은 주성 미자르 A에 380 천문단위 이내로 접근하며 둘은 서로를 한 바퀴 도는 데에 수천 년이 걸린다.
안토니아 모리는 분광형 분류 작업 중 미자르 A가 분광쌍성임을 알아냈는데 이는 천문학사에서 분광쌍성을 최초로 발견한 업적이기도 하다. 1890년 미자르 A의 궤도가 발표되었다. 분광쌍성들 중 일부는 시각적으로 분리할 수 없으며 긴 시간에 걸쳐 대상 계의 스펙트럼 선들을 분석함으로써 발견된다. 미자르 A의 구성원 둘의 광도는 모두 태양의 35 배 정도이며 서로의 질량 중심을 약 20 일 12 시간 55 분에 1회 공전한다. 1908년 미자르 B 역시 분광쌍성임이 밝혀졌으며 B의 구성원 둘이 상대방을 1회 공전하는 데 걸리는 시간은 약 6 개월이다. 미자르 A가 분광쌍성임을 발견한 지 107년 뒤인 1996년, NPOI를 사용하여 아주 높은 해상도로 A 쌍성계의 구성원들을 촬영하는 데 성공했다.

### 큰곰자리 제타1

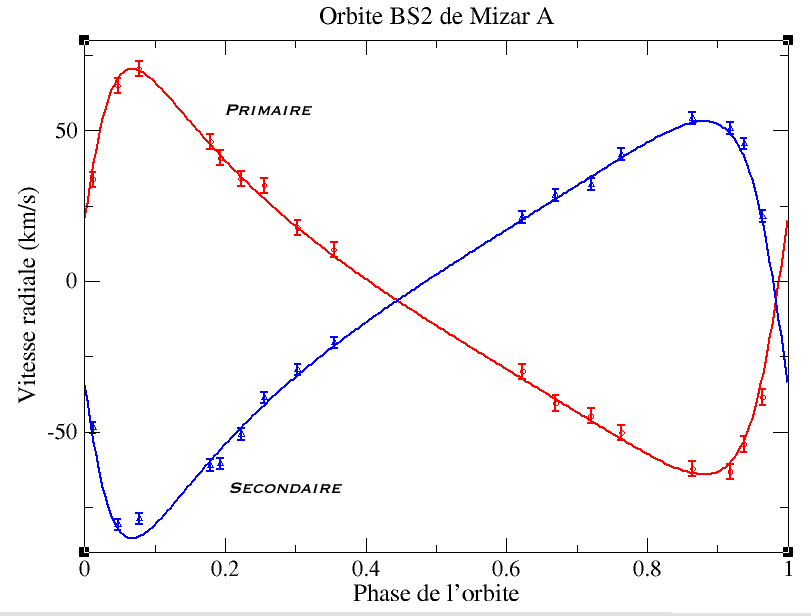
제타^{1} 계의 시선속도 곡선. 구성원 둘은 질량이 거의 같다.

큰곰자리 제타1 계의 구성원 둘(미자르 Aa와 Ab)은 거의 같은 것으로 보인다. 다만 시선속도상 아주 약간의 차이가 나타나므로 질량 역시 근소한 차이가 있을 것으로 보인다.
두 항성의 분광선들은 별개로 관측할 수 있으며 둘 다 A2Vp 분광형을 보인다. 둘은 화학적으로 특이한 Ap 별로, 천천히 회전하는 뜨거운 항성의 광구에서 무거운 원소들 일부가 층 구조를 형성할 경우 나오는 분광형이다. 이런 별들은 스트론튬과 규소의 함량이 높다.
두 항성의 물리적 속성들이 유사하다고 가정하면 두 별 모두 표면온도는 9000 켈빈에 반지름은 태양의 2.4 배, 복사광도는 태양의 33.3 배가 나온다. 두 별 모두 나이는 대략 3억 7천만 년 정도로 보인다.

### 큰곰자리 제타2
큰곰자리 제타2는 단선 분광쌍성이며 가시적 스펙트럼상 일부 금속들의 분광선이 비정상적으로 강하게 나타나는 Am 별이다. 제타2의 분광형 kA1h(eA)mA7IV-V는 금속선 별을 표기하는 방식으로 칼슘 K 선에서 A1, 수소선에서 이른 A, 기타 금속선에서 A7이라는 뜻이다. 광도분류 IV-V는 제타2가 주계열과 준거성의 중간 단계에 있다는 뜻이다.

## 다른 이름
미자르는 인도 전통 천문학에서 사프타리쉬 중 하나인 바쉬스타로 알려져 있다.
중국 도교에서는 큰곰자리 제타를 녹성(祿星)으로 의인화한다. 중화권에서 미자르는 북두(北斗)의 구성원이며 북두에서 미자르 하나만을 부르는 명칭은 북두6(北斗六)과 개양(開陽)이다.
미크맥족의 '큰곰과 일곱 사냥꾼 전설'에서 미자르는 박새, 알코르는 미자르의 요리 냄비를 상징한다.

### 군사적 차용
- 'USS 미자르'는 미국 해군 소속 선박으로 개조된 화물선 및 여객선이다.
- 'USNS 미자르'는 미국 해군의 선박이다.